# Соколи-Язьвіни
Соколи-Язьвіни (пол. Sokoły-Jaźwiny) — село в Польщі, у гміні Високе-Мазовецьке Високомазовецького повіту Підляського воєводства.
Населення — 46 осіб (2011).
У 1975-1998 роках село належало до Ломжинського воєводства.

## Демографія
Демографічна структура станом на 31 березня 2011 року:
|          | Загалом | Допрацездатний вік | Працездатний вік | Постпрацездатний вік |
| -------- | ------- | ------------------ | ---------------- | -------------------- |
| Чоловіки | 28      | 6                  | 15               | 7                    |
| Жінки    | 18      | 1                  | 10               | 7                    |
| Разом    | 46      | 7                  | 25               | 14                   |